# Sergey Shcherbakov
Sergey Gennadyevich Shcherbakov ou Serhiy Hennadiyovych Shcherbakov - respectivamente, em russo, Сергей Геннадиевич Щербаков e, em ucraniano, Сергій Геннадійович Щербаков (Donets'k, 15 de agosto de 1971) é um ex-futebolista ucraniano que atuava como médio.

## No seu país
Iniciou a carreira no clube principal de sua cidade, o Shakhtar Donets'k, pelo qual disputou os três últimos campeonatos soviéticos e o primeiro ucraniano. Entretanto, só foi descoberto no exterior após um exuberante Campeonato Mundial de Futebol Sub-20 de 1991, onde, pela Seleção Soviética (no que seria a última participação dela num torneio), foi o melhor marcador com cinco golos.

## Sporting
A URSS terminou na terceira posição, e Shcherbakov atraiu especialmente olhares portugueses (cuja seleção terminou campeã): no ano seguinte, foi contratado pelo Sporting Clube de Portugal. O médio logo se tornou ídolo no José Alvalade, desenvolvendo bom entrosamento com os búlgaros Krasimir Balakov e Ivaylo Yordanov e o jovem Luís Figo. Em Portugal, acabou sendo mais comumente grafado como Cherbakov, e ganharia o carinhoso apelido de Cherba, pelos adeptos. Um belíssimo golo seu contra o Beira-Mar, em que desferiu forte remate de fora da área, marcando de primeira na sequência de um canto marcado por Balakov, é lembrado até hoje pelos sportinguistas.

### Fim trágico da carreira
Em 15 de dezembro de 1993, entretanto, após a recente e dolorosa eliminação na Copa da UEFA frente ao Casino Salzburgo (no jogo de volta, os austríacos, que perderam em Lisboa por 0 x 2, reverteram a desvantagem e venceram por 3 x 0), veio a tragédia que interrompeu a sua promissora carreira. Cherba ultrapassou um semáforo vermelho e sofreu um grave acidente de carro, que o deixou paraplégico, com paralisia do ventre para baixo. Emocionado, Figo dedicou-lhe o gol que marcou no jogo seguinte ao acidente, um clássico contra o Benfica.
Atualmente vive em Moscovo e Cherba nutre até hoje carinho pelo Sporting, tendo acompanhado, na Liga dos Campeões da UEFA de 2008, partida em Donets'k entre os dois clubes que defendeu. Já havia visto no ano anterior, na capital russa, duelo entre os portugueses e o Spartak Moscovo, pelo mesmo torneio, tendo também visitado um treino de sua ex-equipa no mesmo ano.

## Seleção
Além de atuar pelas seleções juvenis da União Soviética e da Rússia, Shcherbakov jogou também duas vezes pela Seleção Ucraniana principal.